# Verónica Muñoz Parra
María Verónica Muñoz Parra (Martinez de la Torre, Veracruz, 3 de febrero de 1955) es una médica y política mexicana, miembro del Partido Revolucionario Institucional (PRI). Ha sido, entre otros cargos públicos, presidenta municipal de Chilapa, diputada federal y senadora.

## Biografía
Nació en la ciudad de Martínez de la Torre en estado de Veracruz, y es médica cirujana por la Universidad Veracruzana, así mismo cuenta con una maestría en Salud Pública y Alta Gerencia en Salud. Es miembro del PRI desde 1972.
A partir de 1980 trasladó su residencia al estado de Guerrero, desempeñándose como médico responsable de la Unidad Médica Rural No. 17 de la comunidad de Atenxoxola, municipio de Chilapa de Álvarez; y de 1982 a 1985, de la Unidad Médica Familiar No.  57 del Refugio, en la ciudad de Chilapa de Álvarez. De 1985 a 1987 fue médico supervisor de zona en Chilapa y de 1987 a 1993 directora de Salud de Chilapa de Álvarez. En 1993 fue jefa jurisdiccional de la zona centro del Estado, en la ciudad de Chilpancingo.
Paralelamente, en 1989 fue secretaria de organización del Consejo de Integración para la Participación de la Mujer del PRI y de 1990 a 1991 fue secretaria de Finanzas del comité municipal del PRI en Guerrero.
En 1993 fue postulada candidata del PRI y elegida presidental municipal de Chilapa de Álvarez, ejerciendo el cargo en el periodo constitucional de ese año al de 1996. Al terminar, fue por primera ocasión diputada al Congreso del Estado de Guerrero en la LV Legislatura del estado y en la que fue presidenta de la comisión de Salud.
Dejó la diputación local para ser candidata el PRI a diputada federal por el Distrito 6 de Guerrero a la LVII Legislatura de 1997 a 2000. En éste cargo, fue secretaria de la comisión de Salud. En 2000 fue elegida senadora suplente en primera fórmula del estado de Guerrero para las legislaturas LVIII y LIX; siendo senador propietario Héctor Astudillo Flores.
De 2002 a 2004 fue secretaria de Salud del gobierno de Guerrero por nombramiento del gobernador René Juárez Cisneros, dejando el cargo para asumir la senaduría en propiedad del 12 de octubre de 2004 al 16 de marzo de 2005, durante una licencia de Astudillo y en la que ejerció como secretaria de la comisión de Desarrollo Social.
Al dejar la senaduría retornó al ejercicio de su profesión, siendo de 2005 a 2012 médico responsable del módulo 5 de Chilapa, y de 2010 a 2012 fue además asesora del Consejo Municipal de Salud en Acapulco. En las elecciones de 2012 fue elegida por segunda ocasión diputada al Congreso de Guerrero, en esta ocasión a la LX Legislatura por el principio de representación proporcional y su ejercicio constitucional concluyó en 2015 y en las que ejerció la presidencia de la Mesa Directiva y de la comisión de Salud.
En 2015 fue por segunda ocasión elegida diputada federal por el distrito 6 de Guerrero; en este periodo correspondiente a la LXIII Legislatura que concluyó en 2018 y en la que ocupó los cargos de secretaria de la comisión de Salud; así como integrante de las comisiones de: proyectos productivos en zonas marginadas; de Derechos de la niñez; de Desarrollo Social; y; de Igualdad de Género. Solicitó y obtuvo licencia a la diputación a partir del 1 de mayo de 2018 y no retornó a su cargo; pues fue por tercera ocasión candidata a diputada al Congreso del Estado; fue elegida por el principio de representación proporcional a la LXII Legislatura que concluyó en 2021.